# Cadillac Series 60
Cadillac Series 60 – samochód osobowy produkowany pod amerykańską marką Cadillac w latach 1936–1938.

## Galeria

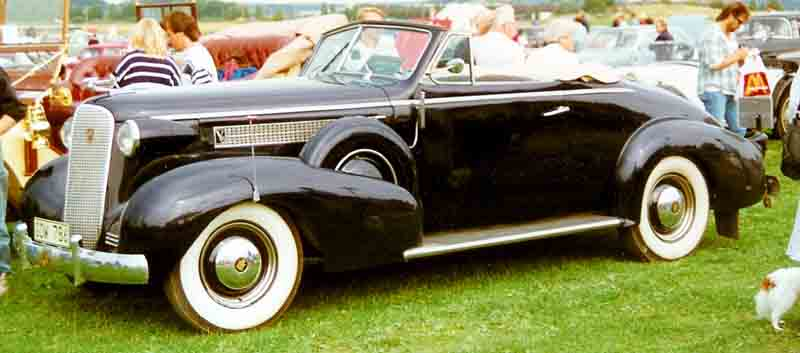
Cadillac Series 60 Cabriolet
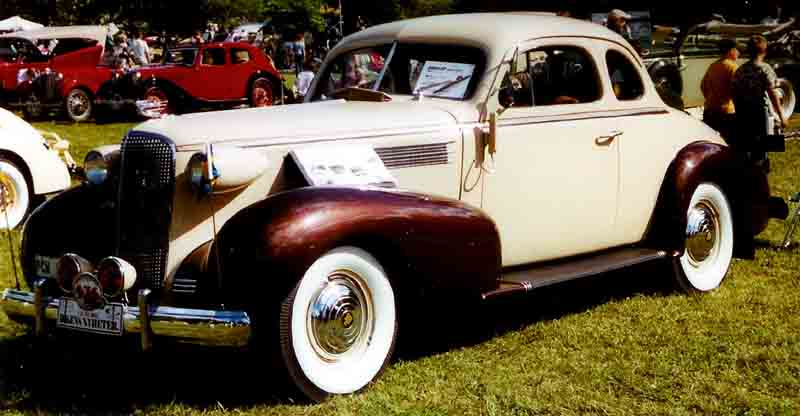
Cadillac Series 60 Coupe